# 福井県道30号福井丸岡線
福井県道30号福井丸岡線（ふくいけんどう30ごう ふくいまるおかせん）は、福井県福井市と福井県坂井市を結ぶ県道（主要地方道）である。

## 概要
現道は起点から福井市田原一丁目の間に福井鉄道福武線が中央を走っているほか、福井市北部から先は旧北国街道（北陸道）にほぼ沿っており、かつてはほぼ全線が旧国道8号であった経緯を持つ古くからのメインストリートで、福井市街における中央南北軸の路線ともなっている。
新道は2022年3月22日に指定されたもの。福井市街地北部で現道から分岐、福井市区間の最北端部で一旦現道へ合流するもののすぐに再分岐し、坂井市の終点直前で現道へ合流する。その全区間が国道もしくは他の県道（地域高規格道路を含む）と重複しており、うち約4 kmは北陸新幹線の両側に並行する。指定時点では坂井市域全区間を含む大半が未供用となっていたが、2022年10月22日に福井市域のほぼ全区間が繋がった。

### 路線データ
- 起点 : 福井県福井市大手3丁目（中央大通り（福井県道5号福井加賀線・福井県道11号福井停車場線）交点）
- 終点 : 福井県坂井市丸岡町今福（国道8号 福井バイパス交点）

## 歴史
- 1993年（平成5年）5月11日 - 建設省から、県道鯖江丸岡線の一部が福井丸岡線として主要地方道に指定される[1]。
- 2022年（令和4年）3月22日 - 福井県、道路の区域の変更の告示において、大半の区間の経路が現道と異なる本路線の新道を指定[2]。

## 路線状況

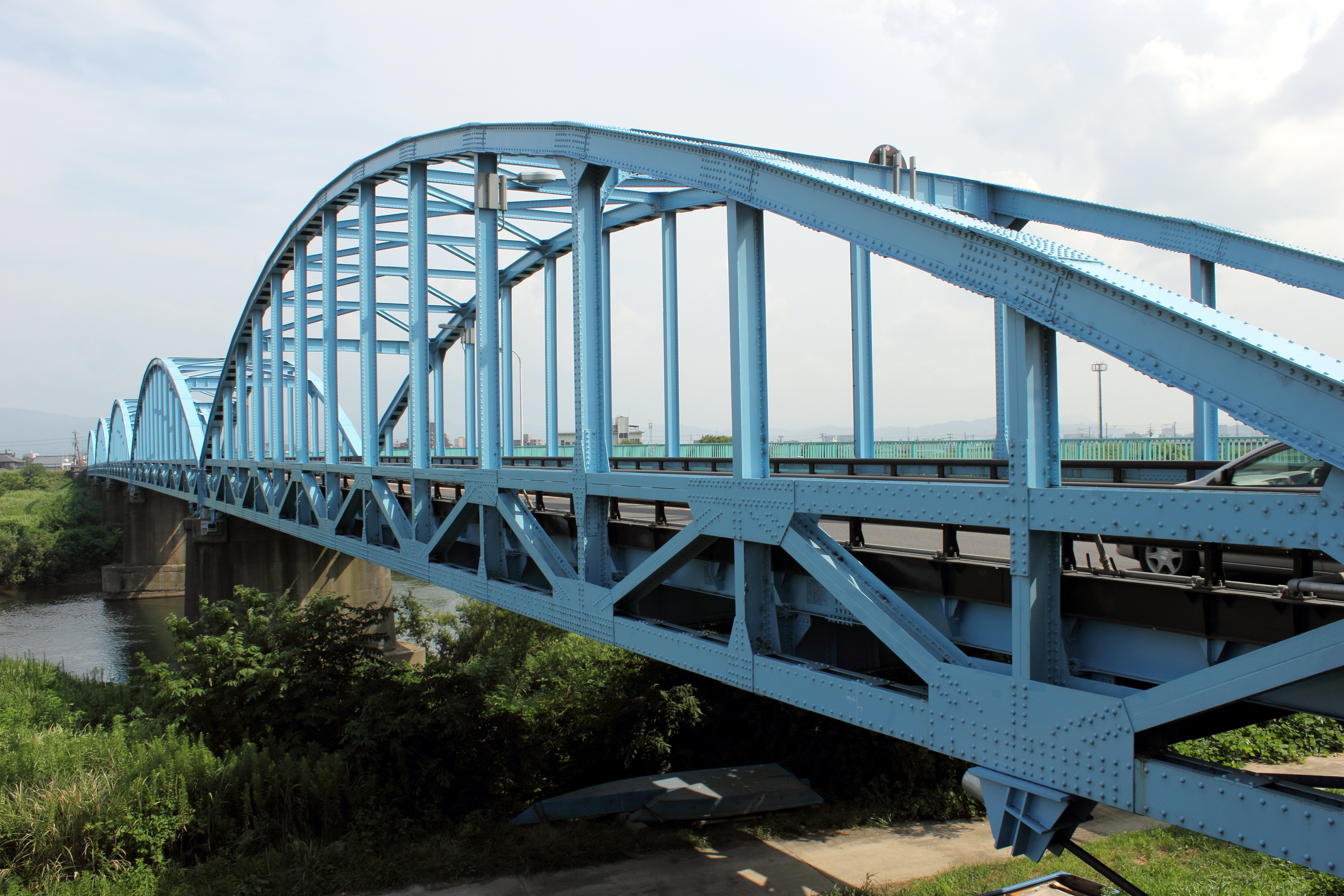
九頭竜川に架かる九頭竜橋（現道区間）

### 別名
- フェニックス通り（現道：福井市順化一丁目起点 - 福井市河合寄安町）

### 重複区間
現道
- 福井県道112号栃神谷鳴鹿森田線（福井市栄町・森田駅前交差点 - 同市栗森二丁目・栗森町東交差点）
- 福井県道29号福井金津線＜旧道＞（福井市上森田一丁目・六才橋交差点 - 同市石盛一丁目）

新道
- 国道416号（福井市二の宮二丁目・幾久南交差点 - 同市開発五丁目・開発町西交差点）
- 福井県道268号福井森田丸岡線（福井市開発五丁目・開発町西交差点 - 坂井市春江町沖布目の同線全区間）
- 本路線現道（福井市栗森二丁目・栗森町東交差点 - 同市栗森二丁目）
- 福井港丸岡インター連絡道路：福井県道10号丸岡川西線＜新道＞（坂井市春江町沖布目 - 同市丸岡町八ツ口）

## 地理

### 通過する自治体
- 福井市
- 坂井市

### 交差する道路
現道
- 福井県道5号福井加賀線 中央大通り / フェニックス通り・福井県道11号福井停車場線 中央大通り（福井市順化一丁目・大名町交差点、起点）
- 福井県道114号吉野福井線・福井県道115号殿下福井線 さくら通り（福井市春山一丁目・裁判所前交差点）
- 松本通り（福井市春山一丁目・東下交差点）
- 国道416号・本路線新道 藤島通り（福井市二の宮二丁目・幾久南交差点）
- 福井県道111号舟橋松岡線（福井市舟橋町・舟橋交差点） - 自転車を除く車両は、一方通行のため本路線からの進入はできない。起点寄りの舟橋南交差点より市道での迂回となる。
- 福井県道125号森田停車場線（福井市栄町・森田駅前交差点）
- 福井県道29号福井金津線＜旧道＞（福井市上森田一丁目・六才橋交差点、同市石盛一丁目）
- 福井県道112号栃神谷鳴鹿森田線（福井市栗森二丁目・栗森町東交差点）
- 福井県道109号南横地芦原線（坂井市丸岡町南横地・磯部小学校西入口交差点）
- 福井県道160号板倉高江線（坂井市丸岡町南横地・南横地交差点）
- 福井県道38号丸岡インター線（坂井市丸岡町八ツ口）
- 国道8号 福井バイパス・福井県道147号瓜生今福線（坂井市丸岡町今福・今福交差点、終点）

- 国道8号南行側道・瓜生今福線から本路線方向へは直接接続していない（今福交差点部の国道8号今福高架橋下は東行一方通行）。国道8号南行側道を八ツ口交差点へ進み丸岡インター線経由の迂回となる。
新道
- 国道416号 藤島通り・本路線現道 フェニックス通り（福井市二の宮二丁目・幾久南交差点、起点）
- お泉水通り（福井市大宮一丁目・大宮1丁目交差点）
- 国道416号・福井県道268号福井森田丸岡線（福井市開発五丁目・開発町西交差点）
- （福井森田丸岡線全線との重複区間内で交差する道路は、同路線の当該項目を参照。）
- 福井港丸岡インター連絡道路：福井県道10号丸岡川西線＜新道＞（坂井市春江町沖布目、本路線・交差道路とも未供用）
- 福井県道109号南横地芦原線（坂井市丸岡町長崎、本路線未供用）
- 本路線現道・福井県道38号丸岡インター線（坂井市丸岡町八ツ口、終点。本路線未供用）

### 沿線にある施設など
- 西武福井店
- 福井駅
- 福井市役所
- 福井県庁
- 福井地方裁判所
- 福井市順化小学校
- 福井市立郷土歴史博物館
- 養浩館庭園
- 福井県国際交流会館
- 福井市体育館
- フェニックス・プラザ
- 福井市明道中学校
- 福井市春山小学校
- 福井市立図書館
- 福井県立美術館
- 福井県護国神社
- 福井県立歴史博物館
- 幾久公園
- 福井トヨペット
- 福井県立ろう学校
- 九頭竜橋
- 森田駅
- 福井市森田小学校
- 福井市森田中学校